# ۲-نیتروآنیلین
۲-نیتروآنیلین (به انگلیسی: 2-Nitroaniline) با فرمول شیمیایی C۶H۶N۲O۲ یک ترکیب شیمیایی است. که جرم مولی آن ۱۳۸٫۱۴ g/mol می‌باشد. شکل ظاهری این ترکیب، جامد نارنجی است.